# Copidocephala ornanda
Copidocephala ornanda är en insektsart som beskrevs av William Lucas Distant 1887. Copidocephala ornanda ingår i släktet Copidocephala och familjen lyktstritar. Inga underarter finns listade i Catalogue of Life.